# SN 2005gj
SN 2005gj 是顆距離地球大約8億6400萬光年（2億6500萬秒差距）的超新星，於2005年9月29日由史隆數位巡天計畫和臨近超新星工廠計畫（Nearby Supernova Factory）發現。

## 性質
因為在SN 2005gj的光譜中發現氫的譜線（參見氫原子光譜），而被指出具有Ia超新星與IIn型超新星的性質。在光譜中發現的這些氫線有著 Z = 0.0613的紅移，被認為是與星周介質交互作用的指標（星周介質：恆星周圍成甜甜圈狀，像星雲的物質圈），是被超新星噴發出來的物質，或是白矮星形成之前的物質。這種發射譜線在Ia超新星是非常罕見的 － 只有在SN 2002ic的譜線中觀察到相同的屬性。但是SN 2005gj的星周介質交互作用遠比在SN 2002ic觀測到的強烈。從氫譜線觀測2005gj物質流失歷史的證據，被引用為這顆熱核超新星其前身是一顆LBV。
SN 2005gj也被指出其光度特別明亮，在它被發現幾天之後，它光度曲線的最大光度達到14.47等，比SN 1991T還要亮3倍（SN 1991T 是當時所知最明亮的Ia超新星）；比最亮的SN 2002ic亮1.5倍接近天文學家之前以為的100倍。來自卡爾加里大學的科學家Denis Leahy和Rachid Ouyed聲稱它可能是一顆夸克新星，這非常明亮的過程涉及到中子的簡併構成夸克，可以解釋光度上不尋常的星等。